# Hysteronaevia clavulifera
Hysteronaevia clavulifera är en svampart som tillhör divisionen sporsäcksvampar, och som beskrevs av John Axel Nannfeldt. Hysteronaevia clavulifera ingår i släktet Hysteronaevia, och familjen Dermateaceae. Arten är reproducerande i Sverige.